# Estádio Félix Capriles
O Estádio Felix Capriles é um estádio multiuso localizado em Cochabamba, na Bolívia. É a casa dos clubes locais de futebol Jorge Wilstermann, Aurora e Enrique Happ. Sua capacidade atual é de 32.303 espectadores, após as reformas de ampliação e adequação desta praça desportiva.
Neste local são realizados diversos eventos (sendo os mesmos de caráter político, além de concertos e shows para a população local), além da prática desportiva.

## Eventos
Este estádio sediou partidas do Campeonato Sul-Americano de 1963 e da Copa América 1997, além de ter sido o palco principal dos Jogos Sul-Americanos de 2018, sediados em Cochabamba.